# San Nicolò di Lido

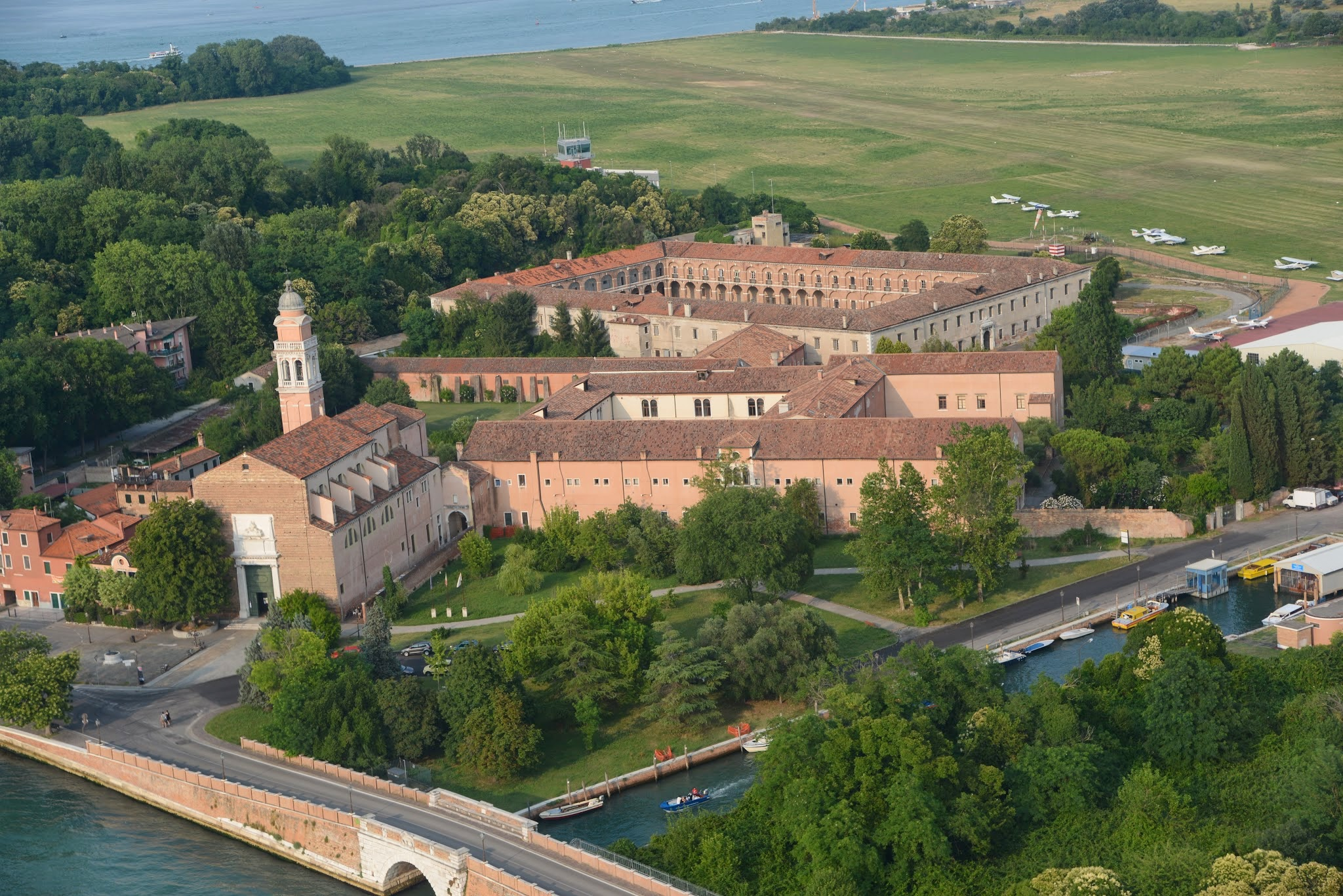
Luchtbeeld van kerk en abdij

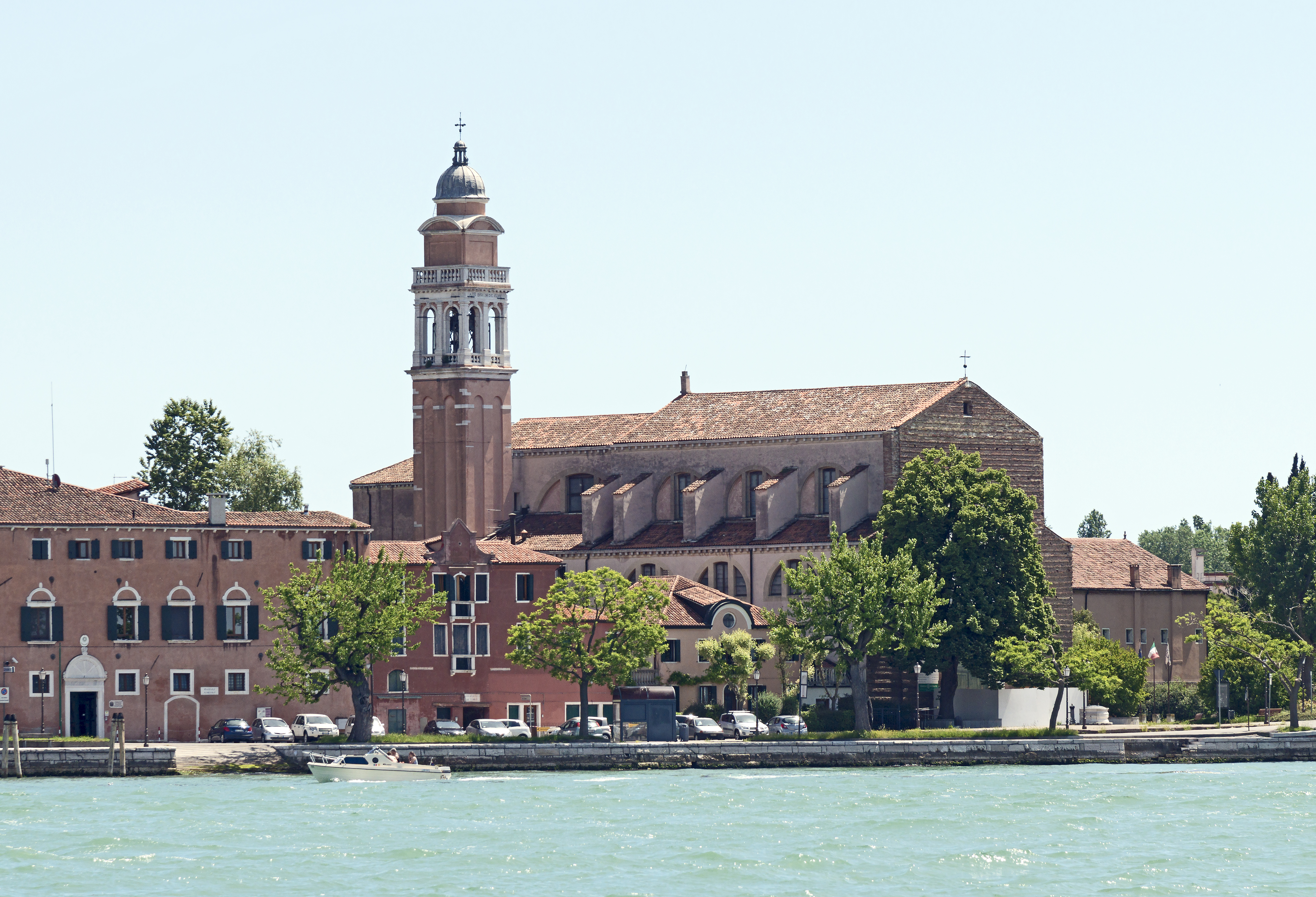
Zicht op de lagune en de kerk

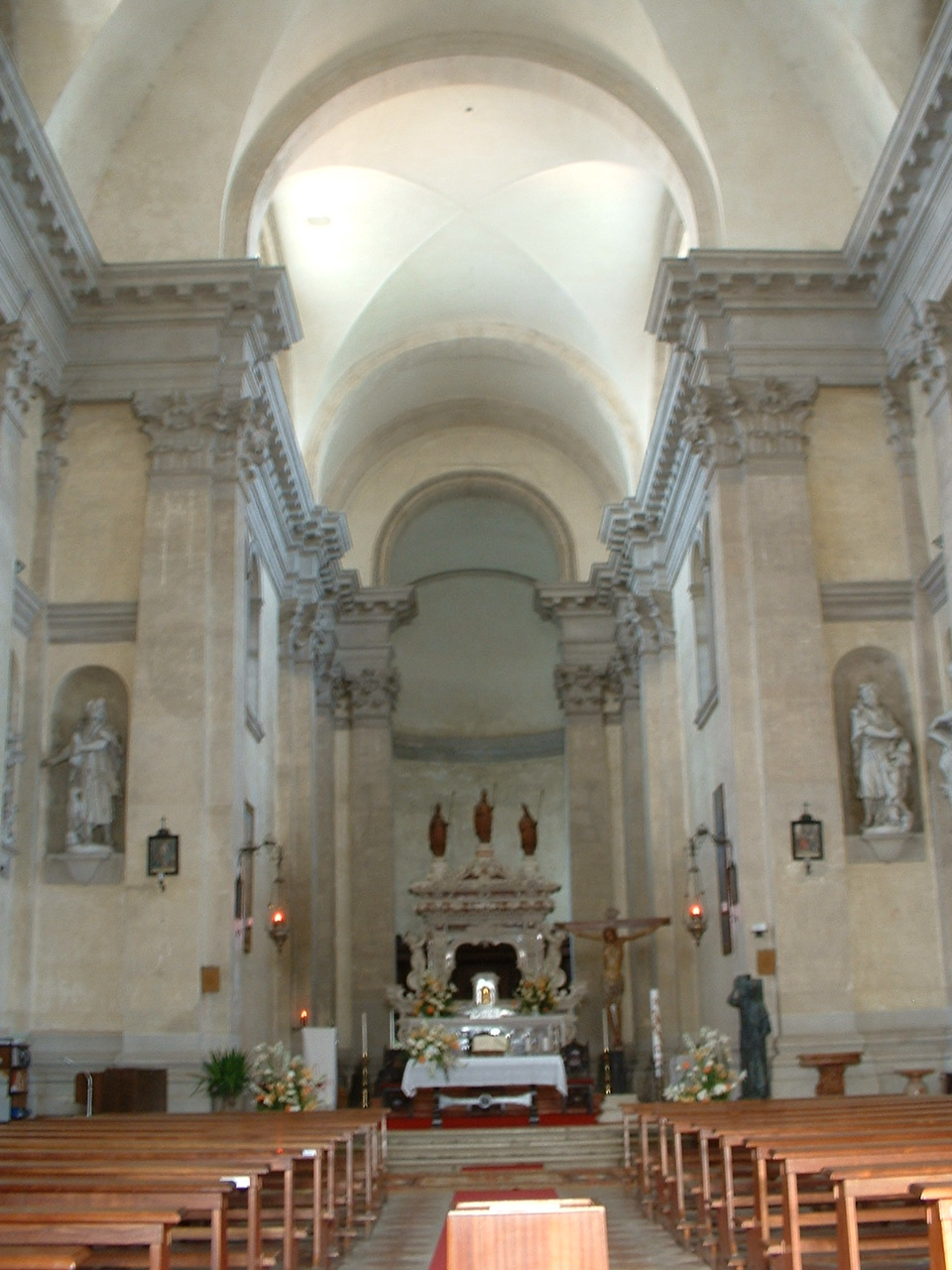
Interieur

De San Nicolò di Lido, soms ook al Lido of del Lido, is een rooms-katholieke kerk en klooster op het Lido van de Italiaanse stad Venetië, gewijd aan Nicolaas van Myra. Het gebouw, dat teruggaat tot 1053, was eeuwenlang een abdij van de benedictijnen. Sinds de 20e eeuw wordt de kerk bediend door franciscanen, de voormalige abdij is militair domein. In de kerk bevinden zich relieken van de heilige Nicolaas. Onder de Republiek Venetië werd hier eeuwenlang de traditionele dankmis gevierd op het einde van het Huwelijk met de Zee.

## Geschiedenis
Op last van doge Domenico Contarini, patriarch Domenico Marango en de bisschop van Olivolo werd tussen 1053 en 1064 op het Lido een kerk gebouwd voor Nicolaas van Myra, wiens verering sterk in opkomst was. De doge Contarini werd er in 1071 begraven en Domenico Silvo werd er tot zijn opvolger gekozen. Aan het einde van de eeuw concurreerden Venetië en Bari om de relieken van Nicolaas van Myra weg te halen uit de Sint-Nicolaaskerk in het verzwakte Byzantijnse Rijk. De heilige was uitgegroeid tot de patroon van de handelaars en zeevarenden, groepen waarop de twee steden hun welvaart bouwden. Bari trok in 1087 het laken naar zich toe, maar tijdens de Eerste Kruistocht in 1099 sloeg Venetië terug. Haar vloot deed Myra opnieuw aan en de terugkeerders beweerden dat de Barezen het foute gebeente hadden meegenomen. Toch werd de San Nicolò di Lido niet het populaire bedevaartsoord dat de Sint-Nicolaasbasiliek van Bari was. 
De eerste abt van het Sint-Nicolaasklooster was de benedictijn Sergius, gevolgd door Zeno. In 1072 breidde een omvangrijke schenking van een Remedius het land uit met gebieden in de buurt van Triëst. Onder de derde abt, Vitale, kwamen de relieken van Nicolaas van Myra in het bezit van de abdij. In 1151 ontving de abdij van keizer Koenraad III bescherming en privileges, die in 1222 door Frederik II werden bevestigd.
Tijdens een conflict met keizer Frederik I vluchtte paus Alexander III op 24 maart 1177 naar de Sint-Nicolaasabdij. Later dat jaar kwamen er vredesonderhandelingen en werd de paus door Sebastian Ziani plechtig begeleid naar de San Marcokerk. Op 23 juli arriveerde de keizer met zes galeien en werd ook hij van de San Nicolò naar het San Marcoplein begeleid. 
In 1316 besloot de Grote Raad de kerk te renoveren en uit te breiden. Aan het eind van de 14e eeuw werd een joodse begraafplaats aangelegd bij de kerk, de oudste van de stad. In 1451 verscheen patriarch Lorenzo Giustiniani in het klooster om daar een hervorming te starten. Vanaf dan werden de abten om de drie jaar gekozen door de congregatie.
De elegante kloostergang werd gebouwd in 1530. De kerk werd in 1626-1629 herbouwd op een naastliggend terrein, aanvankelijk onder leiding van Francesco Contin en vervolgens van Matteo Cirtoni. Delen van de oude kerk zijn bewaard in het kloostercomplex, onder meer de zuidbeuk en de apsismozaïek. 
De abdij sloot in 1770 door de ontbinding van de benedictijnerorde in Venetië. Toen Goethe in 1786 Lido bezocht, woonden daar alleen vissers en  monniken. Begin 20e eeuw hernamen minderbroeders de bediening van de kerk.

## Relieken
Venetiaanse kruisvaarders roofden in 1099-1100 het stoffelijk overschot van Sint-Nicolaas en twee andere heiligen uit de Sint-Nicolaaskerk van Myra. Mee op basis van haar patroonheilige won de San Nicolò de strijd met de andere Venetiaanse kerken om deze relieken te huizen.
De reliekschrijnen zijn herhaaldelijk geopend voor inspectie. Doge Andrea Dandolo begaf zich op 3 mei 1347 met alle gezagsdragers en een grote menigte naar de San Nicolò di Lido om de relikwieën te onderzoeken en te vereren. Een andere opening vond plaats in 1399 gedurende veertig dagen, en opnieuw in 1449. De laatste keer was in 1992. Bij die gelegenheid stelde Luigi Martino vast dat de resten in het schrijn van Nicolaas van Myra bestonden uit kleine gebroken beenderen, complementair aan deze van de Barese relieken en van dezelfde persoon afkomstig. Hij besloot eruit dat de Barezen in hun haast alleen de grote beenderen hadden meegenomen en dat beide relieken authentiek waren.

## Beschrijving
De barokke kerk heeft een eenbeukige structuur met drie kapellen aan elke kant. Boven het toegangsportaal in de onvoltooide voorgevel staat een standbeeld van Domenico Contarini. De campanile staat los van het schip. 
Het hoogaltaar uit 1630 bevat relieken van drie heiligen, onder wie Nicolaas van Myra. De sarcofaag is gemaakt door Cosimo Fanzago. Het houten koor achter het altaar werd in 1634 gemaakt door Giovanni Carlo en Giovanni Cremasco. Deze laatste creëerde de 27 panelen met scènes uit het leven van Sint-Nicolaas. Binnen zijn er fresco's van Girolamo Pellegrini en Pietro della Vecchia. Andere schilderijen zijn een Madonna met Kind van 
Palma il Vecchio en een San Giovannino van Palma il Giovane.